# Кристалл (женский мини-футбольный клуб)
ЖМФК Кристалл — женский мини-футбольный клуб из Санкт-Петербурга. Трёхкратный чемпион России, обладатель Кубка и двух Суперкубков России.

## История
Клуб основан в 2021 году. Вместе с мужским мини-футбольным и мужским и женским пляжными клубами входит в Nova Group Олега Баринова.
В сезоне 2022/2023 начал выступать в чемпионате России, где с первой попытки занял первое место, повторив успех в следующем сезоне. Также команда стала обладателем первого в истории суперкубка России.
В 2024 году клуб выиграл все всероссийские турниры, в которых участвовал: чемпионат, кубок и суперкубок страны, оформив так называемый «домашний требл». Также команда приняла участие в своём первом международном турнире Copa Mundo do Futsal, который проходил в бразильском городе Каскавел. В нём клуб выиграл бронзовые медали.

## Статистика выступлений в туринирах

### Выступления в чемпионате России
| Сезон   | Лига                 | Занятое место |
| ------- | -------------------- | ------------- |
| 2022/23 | Чемпионат России (I) | 1             |
| 2023/24 | Чемпионат России (I) | 1             |
| 2024/25 | Чемпионат России (I) | 1             |

### Выступления в Кубке России
| Сезон   | Занятое место |
| ------- | ------------- |
| 2022/23 | 3             |
| 2023/24 | 1             |
| 2024/25 | 3             |

### Выступления в Суперкубке России
| Сезон   | Занятое место |
| ------- | ------------- |
| 2023/24 | 1             |
| 2024/25 | 1             |

## Достижения
- Чемпионки России (3): 2022/23, 2023/24, 2024/25
- Обладательницы Кубка России: 2023/24
- Обладательницы Суперкубка России (2): 2023, 2024